# NGC 4083
NGC 4083 est une galaxie lenticulaire relativement éloignée et située dans la constellation de la Vierge. NGC 4083 a été découverte par l'astronome allemand Albert Marth en 1865.

## Caractéristiques
Sa vitesse par rapport au fond diffus cosmologique est de 10 370 ± 24 km/s, ce qui correspond à une distance de Hubble de 153 ± 11 Mpc (∼499 millions d'al).
À ce jour, une mesure non basée sur le décalage vers le rouge (redshift) donne une distance d'environ 144,000 Mpc (∼470 millions d'al). Cette valeur est à l'intérieur des valeurs de la distance de Hubble.